# Portela (stacja kolejowa)
Portela (hiszp. Estación de Portela) – stacja kolejowa w miejscowości Barro, w Prowincji Pontevedra, we wspólnocie autonomicznej Galicja, w Hiszpanii.
Obsługuje połączenia regionalne i średniego dystansu Renfe.

## Położenie stacji
Znajduje się na km 29,4 linii Redondela – Santiago de Compostela, na wysokości 84 m n.p.m..

## Historia
Stacja została otwarta w 15 września 1873 przez The West Galicia Railway Company Limited. W 1889 wydłużono linię w kierunku Pontevedra. W 1928 roku poważne problemy gospodarcze firmy spowodowały włączenie do Compañía Nacional de los Ferrocarriles del Oeste. W 1941 w wyniku nacjonalizacji hiszpańskiej kolei, stała się częścią RENFE.
Od 31 grudnia 2004 Renfe Operadora zarządza liniami, a Adif jest właścicielem obiektów kolejowych.

## Linie kolejowe
- Redondela – Santiago de Compostela

## Połączenia
| Linia MD | Pociągi | Z/Do                                        |  | Do/Z |
| -------- | ------- | ------------------------------------------- |  | ---- |
| 1        | MD      | La Coruña Pontevedra Santiago de Compostela |  | Vigo |